# В'юнище (Потіївський район)
В'юнище (рос. Вьюнище, пол. Wiuniszcze) — колишнє село у Янівській сільській раді Потіївського району Волинської округи Української СРР.

## Населення
У другій половині 19 століття налічувалося 42 мешканці. Наприкінці 19 століття в поселенні проживала 131 особа, з них 71 чоловік та 60 жінок, дворів — 24, за Географічним словником Польського Королівства — 96 мешканців та 22 двори.

## Історія
Наприкінці 19 століття — слобода Потіївської волості (3 стану) Радомисльського повіту Київської губернії. Відстань до повітового центру, м. Радомисль, де знаходилася також найближча поштово-телеграфна станція — 21 верста, до найближчої поштової земської станції в Облітках — 2 версти, до найближчої залізничної станції Житомир — 50 верст. Основним заняттям мешканців було хліборобство. У поселенні числилося 351 десятина землі, з яких 30 десятин належало селянам, 321 десятина — іншим прошаркам населення. Господарювали за трипільною сівозміною. Була кузня.
У 1923 році включене до складу новоствореної Жабочської сільської ради Потіївської волості, 16 січня 1923 року підпорядковане Янівській сільській раді, яка 7 березня 1923 року увійшла до складу новоутвореного Потіївського району Малинської округи.